# 第10回国民体育大会
第10回国民体育大会（だい10かいこくみんたいいくたいかい）は、1955年に開催された国民体育大会である。天皇杯・皇后杯は今大会より年間通算成績により決定し下賜されることになった。

## 持ち回り開催に関する政府通達
1954年11月、自治庁より体協会長宛に、持ち回り開催の中止要請があった。主な理由として地方財政の窮乏をあげており、国会の政府答弁でもその方針が打ち出され、閣議決定がなされた。政府関係者と体協幹部らによる協議の結果、1957年の静岡国体までは従来通りとし、それ以降は経費縮減および国庫補助金の増額を図り、地方財政負担を軽減することとなった。これにより当分の間持ち回り開催が継続することに決定した。

## 概要
| 季    | 期間                     | 開催地                           | 競技数 | 参加者数 |
| ----- | ------------------------ | -------------------------------- | ------ | -------- |
| 冬    | 1955年1月27日 - 1月30日  | 長野県諏訪市                     | 1      | 900      |
| 冬    | 1955年3月3日 - 3月7日    | 北海道旭川市・神居村             | 1      | 1,075    |
| 夏    | 1955年9月22日 - 9月26日  | 神奈川県鎌倉市・葉山町・相模湖町 | 3      | 2,766    |
| 秋    | 1955年10月30日 - 11月3日 | 神奈川県                         | 28     | 15,280   |
| 合 計 | 合 計                    | 合 計                            | 33     | 20,021   |

## 冬季大会

### スケート競技会
第10回国民体育大会冬季大会スケート競技会は、1955年1月27日から1月30日を会期として長野県諏訪市で開催された。

#### 実施競技・会場一覧
| 競技名   | 種目種別       | 会場地 | 競技会場 |
| -------- | -------------- | ------ | -------- |
| スケート | スピード       | 諏訪市 | 蓼の海   |
| スケート | フィギュア     | 諏訪市 | 蓼の海   |
| スケート | アイスホッケー | 諏訪市 | 蓼の海   |

### スキー競技会
第10回国民体育大会冬季大会スキー競技会は、1955年3月3日から3月7日を会期として北海道旭川市、神居村（現:旭川市）で開催された。

#### 実施競技・会場一覧
- スキー - 北海道旭川市　神居山　他

## 夏季大会

### 実施競技・会場一覧
- 水泳 - 鎌倉市　市営プール
- 漕艇 - 相模湖町　相模湖
- ヨット - 葉山町　葉山ヨットハーバー
- 山岳競技 - 相模原市緑区、愛甲郡清川村、足柄上郡山北町　丹沢山一帯[1]

## 秋季大会

### 実施競技・会場一覧
- 陸上競技
- サッカー
- テニス
- ホッケー
- ボクシング
- バレーボール
- 体操
- バスケットボール
- レスリング
- ウェイトリフティング
- ハンドボール
- 自転車競技
- ソフトテニス
- 卓球
- 軟式野球
- 相撲
- 馬術
- フェンシング
- 柔道
- ソフトボール
- バドミントン
- 弓道
- ライフル射撃
- 剣道
- ラグビー
- クレー射撃
- 高校野球

## 総合成績

### 天皇杯
- 1位 - 東京都
- 2位 - 神奈川県
- 3位 - 大阪府

### 皇后杯
- 1位 - 東京都
- 2位 - 大阪府
- 3位 - 北海道